# لشکر پنجم کوهستان (ورماخت)
لشکر پنجم کوهستانی (آلمانی: 5. Gebirgs Division) در اکتبر ۱۹۴۰ در اتریش تحت اشغال آلمان نازی تشکیل شد.اولین حضور این لشکر در سال ۱۹۴۱ در نبرد یونان و نبرد کرت در نبرد بالکان بود.در نوامبر همان سال به آلمان بازگشت و در آوریل ۱۹۴۲ به جبهه شرقی فرستاده شد و در آن جا به ارتش گروه شمالی پیوست.در آوریل ۱۹۴۳ به ایتالیا فرستاده شد و در رشته‌کوه آلپ به جنگ با متفقین ادامه داد.این لشکر در نهایت در می ۱۹۴۵ در تورین خود را به ارتش ایالات متحده آمریکا تسلیم کرد.

## فرماندهان
- یولیوس رینگل (۱ نوامبر ۱۹۴۰ - ۱۰ فوریه ۱۹۴۴)
- ماکس-گونتر شرانک (۱۰ فوریه ۱۹۴۴ - ۱۸ ژانویه ۱۹۴۵)
- هانس اشتیتس (۱۸ ژانویه - ۸ می ۱۹۴۵)